# 기타하타촌
기타하타촌(일본어: 北波多村)은 일본 사가현 히가시마쓰우라군의 옛 촌이다.
1889년(메이지 22년) 4월 1일 정촌제 시행에 의해 기타하타 촌이 되었다. .2005년 1월 1일 가라쓰시·(CCC·나나야마촌 제외) 히가시마쓰우라군의 합계 8개 시정촌에서 합병(신설 합병)해 가라쓰시의 일부가 되었다.

## 교통

### 도로
- 국도 202호선